# Thornley, Durham
Thornley är en ort och civil parish i Storbritannien.   Den ligger i kommunen Durham i riksdelen England, i den centrala delen av landet, 400 km norr om huvudstaden London. Thornley ligger 146 meter över havet och antalet invånare är 2 582.
Terrängen runt Thornley är huvudsakligen platt. Thornley ligger uppe på en höjd. Runt Thornley är det tätbefolkat, med 636 invånare per kvadratkilometer. Närmaste större samhälle är Sunderland, 17,5 km norr om Thornley. Trakten runt Thornley består i huvudsak av gräsmarker.